# Paulo Kakinoff
Paulo Sérgio Kakinoff (Santo André, 1975) é um administrador e executivo brasileiro, ex-presidente da Gol Linhas Aéreas (GOL) e atual CEO da Porto.

## Biografia
Nascido em Santo André, o sobrenome Kakinoff vem da Bielorrússia. O avô veio para o Brasil com o pai pequeno, depois de ter ficado viúvo em um ataque dos russos à sua casa. Atravessou estados a pé e de carona, até chegar à China, de onde partiu para o porto de Santos. Em plena Guerra Fria, o avô foi descoberto pelos russos e acabou capturado para trabalhar para o partido. Até ser preso pela ditadura militar.
Aos 18 anos, foi contratado pela Volkswagen como estagiário, recém-formado no ensino médio integrado ao técnico. Sua carreira continuou meteórica ao assumir aos 23 anos seu primeiro cargo executivo na montadora, como supervisor regional de vendas de São Paulo.
Kakinoff é graduado em Administração de Empresas pela Universidade Presbiteriana Mackenzie, e fez pós-graduação em Gestão Internacional. 

## Carreira

### Volkswagen
Entre 1996 e 1997, Kakinoff atuou como representante da assistência técnica. Em 1998, foi promovido a coordenador administrativo. De 1999 a 2001, assumiu o posto de gerente de vendas. Em 2002, já era gerente-executivo de marketing aos 29 anos. Em 2003, assumiu o posto de diretor de Vendas e Marketing.
E seguiu assim, a cada um ano e meio com uma nova promoção. Foi então para a matriz, na Alemanha. 

### Grupo Volkswagen na Alemanha
Na Alemanha foi Diretor Executivo para a América do Sul na matriz do Grupo Volkswagen.
Nessa época em que esteve na Europa, Kakinoff estreitou laços com outras marcas do grupo, sobretudo a Audi, e acabou sendo convidado para administrar as operações da empresa no país, aos 34 anos.

### Audi
Em março de 2009, Kakinoff assume a presidência da Audi Brasil, e após apenas sete meses, o executivo de carreira meteórica acaba se consagrando com um plano ousado de lançar um novo modelo da marca a cada 45 dias, Kakinoff atraiu a atenção da indústria. E foi eleito o "Executivo do Ano", pela tradicional premiação anual da Revista Auto Esporte. 
Porém em 18 de junho de 2012, a Audi Brasil informou que Paulo Sergio Kakinoff iria deixar o comando da empresa a partir de julho. Segundo a montadora, Kakinoff “se desliga do grupo Audi para assumir um novo desafio profissional fora do setor automobilístico”. Com a saída de Kakinoff, o diretor de marketing e vendas, Leandro Radomile, assumiria o comando da marca. 

### Gol Linhas Aéreas
No dia 2 de julho de 2012, Paulo Kakinoff assumiu a presidência da Gol Linhas Aéreas.
Em janeiro de 2010, já havia sido convidado para ocupar uma cadeira como conselheiro independente no conselho de administração da Gol, Kakinoff chamou a atenção da empresa por sua experiência na área de vendas. “A Gol será muito beneficiada pelo expertise de Kakinoff no setor de consumo, principalmente com a classe média, que é o grande foco da companhia”, disse Constantino de Oliveira Junior à época, em comunicado ao mercado.
Na Gol Kakinoff vem mostrando uma gestão mais aberta, pelo menos uma vez por semana, faz questão de viajar de avião para interagir com os passageiros. Vai para frente da cabine, pega o microfone e se coloca a disposição para ouvir queixas. Também gosta de conversar com pilotos e faz aulas para aprender a pilotar.
Em 1 de julho de 2022, deixou a presidência da Gol Linhas Aéreas, quem assumiu em seu lugar foi Celso Ferrer. Kakinoff agora integra o Conselho de Administração da empresa.